# Vlag van De Tike

Vlag van De Tike

De vlag van De Tike is de dorpsvlag van het Nederlandse dorp De Tike, in de Friese gemeente Smallingerland. De vlag werd in 2014 geregistreerd.

## Beschrijving
De beschrijving van de vlag is als volgt:
Twee banen groen en wit; in de groene baan aan de stokzijde een zilveren ploegijzer; in de witte baan drie rode punten, de basis beginnend op 1/10 vlaghoogte van de onderkant van de vlag en de punten eindigend op 1/10 vlaghoogte van de groene baan.
De kleuren zijn afkomstig van het dorpswapen.

## Symboliek

Rode punten: staan voor de huizen van het dorp.
- Ploegijzer: pars pro toto van de ploeg uit het wapen. Dit symboliseert de ontginning van de heide.